# Мукеш Амбани
Мукеш Амбани (на английски: Mukesh Ambani, 19 април 1957, Аден, Йемен) е индийски бизнесмен, най-богатият човек в Индия и 5-и по богатство човек на света според списание „Форбс“.
Председател на съвета на директорите, управляващ и основен собственик на индийската компания Reliance Industries, явяваща се най-голямата компания в частния сектор в страната.